# Zhang Ziping
Zhang Ziping (1893-1947?) escritor chino nacido en Mei-hsien, provincia de Cantón.
Estudió en Japón y se licenció en geología. No obstante trabajó como escritor y fundó (Yu Dafu y Tian Han) entre otros la Sociedad de Creación que promovía la lengua vernácula y la literatura moderna. También trabajó como editor y en la guerra chino-japonesa trabajó para Japón, después poco se sabe de él. 
- Datos: Q1049585
- Multimedia: Zhang Ziping / Q1049585